# Luc Dellisse
Pour les articles homonymes, voir Dellisse.
Luc Dellisse, né le 28 février 1953 à Bruxelles, est un écrivain de langue française. Romancier, essayiste, poète, dramaturge et scénariste de fictions audio-visuelles et de bande dessinée.

## Biographie
Il a enseigné le scénario de cinéma à l'université Paris 1 Panthéon-Sorbonne (2005-2014) et à l’École supérieure de réalisation audiovisuelle (2001-2005), ainsi qu’à l’Université libre de Bruxelles (2005-2018). Il se consacre depuis lors à son activité d'écrivain et de conférencier.
Durant la première partie de sa carrière, Luc Dellisse a rédigé des récits courts, des scénarios de bande dessinée, des scénarios pour la télévision et plusieurs pièces de théâtre. Depuis le début des années 2000, il se concentre sur la littérature. Son œuvre de fiction prend la forme d’une fresque d'autobiographie fictive qui comprend en 2021 six romans et deux recueils de nouvelles. L'un d’entre eux évoque un avenir imaginaire où la crise financière de 2008 aurait été plus catastrophique encore que dans la réalité (2013).
Luc Dellisse a par ailleurs publié un ouvrage de critique littéraire, Le Feu central, suite de courtes monographies sur neuf auteurs français du XIXe siècle, dont Gérard de Nerval, Victor Hugo et Pierre Louÿs, une monographie sur les relations de celui-ci et d’André Gide, ainsi que deux essais sur le scénario formulant, au-delà de considérations techniques, le premier l’idée du caractère scénarisé de la vie, le second celle du scénario comme création littéraire. Ses deux essais les plus récents sont organisés en courts textes de réflexion à forte composante autobiographique sur, respectivement, la liberté dans un monde où elle est menacée (Libre comme Robinson) et la condition d’écrivain aujourd’hui (Un sang d’écrivain).
Il a été élu à l'Académie royale de langue et de littérature françaises de Belgique le 11 septembre 2021, succédant à Jacques De Decker. La cérémonie officielle de réception s'est déroulée le 29 octobre 2022.

## Œuvres

### Romans, récits, nouvelles
- Le Speaker extravagant, nouvelles, Divergence, 1981
- Serrures, récits courts, Divergence, 1982
- L'Ours en cage, roman, Duculot, 1988
- La Nuit d'en face, roman, Duculot, 1989
- Mirages, nouvelles, Duculot, 1991
- Le Testament de Napoléon, Duculot, 1994
- La Voyante aux yeux verts[8], Casterman, coll. « Tapage », 1997  (ISBN 2-203-56409-1)
- Le Royaume des ombres, Luc Pire, nouvelles, 1998
- Cinéma total[9], Éditions Luce Wilquin, 1999
- La Fuite de l’Éden, L'Harmattan, 2004
- Le Jugement dernier, Les Impressions nouvelles, 2007
- Le Testament belge, Les Impressions nouvelles, 2008
- Le Professeur de scénario[10], Les Impressions nouvelles, 2009
- Les Atlantides[11], Les Impressions nouvelles, 2011
- 2013 année-terminus[12], Les Impressions nouvelles, 2012
- L’Amour et puis rien[13], L’Herbe qui tremble, 2017
- Le Sas[14], Traverse, 2019
- Cet éternel retour[15], éditions Ker, coll. « Belgiques », 2021  (ISBN 9782875863034)
- Une vie d'éclairs[16], L'Herbe qui tremble, 2022  (ISBN 9782491462253).
- L'Instant du silence[17], Murmures des soirs, 2024  (ISBN 978-2-931235-11-9).
- Ce que je sais sur Linda, Lamiroy, 2024  (ISBN 978-2-87595-940-9).
- Bien fait pour moi[18], L'Herbe qui tremble, 2025  (ISBN 9782491462963).

### Théâtre
- La Passion des guillotines, pièce radio, RTBF, 1983
- La Fortune d'Abel Duroc, série radiophonique, RTBF, 1988
- L'Ancien Régime, Lansman, 1991
- La Douzième Nuit, (Shakespeare), Lansman, 1992
- La Fin de la route, RTBF, 1995
- Mille Morts, Lansman, 1993
- Ni bonjour ni bonsoir, Lansman, 1996
- Légor (d'après Ch. Plisnier), Le sablier, 1996
- Les Armes blanches, Lansman, 2001
- Perdu pour perdu, L'Harmattan, 2002.

### Essais
- Le Policier fantôme[19], 1984. Réédition entièrement revue et augmentée chez Espace-Nord, 2017[20].
- Le Mystère de la case vide, essai sur le récit en BD, Nocturnes, 1986.
- Le Feu central, L'Harmattan, 2005.
- Films à petit budget : contrainte ou liberté ? (Co-direction) Le Rocher, 2007.
- L'Atelier du scénariste[21], Les Impressions nouvelles, 2009 (réédition 2021).
- Qu'est-ce qu'une star aujourd'hui ?[22] (Co-direction avec N.T. Binh), Le Rocher, 2009.
- Le Tombeau d'une amitié. André Gide et Pierre Louÿs[23], Les Impressions nouvelles, 2013.
- L’Invention du scénario, Les Impressions nouvelles, 2006, édition revue et augmentée, 2014.
- Libre comme Robinson[24], Les Impressions nouvelles, 2019.
- Un sang d’écrivain[25], La Lettre volée, 2020.
- Le Monde visible. Les aventures du réel, Les Impressions nouvelles, 2023.

### Poésie, textes brefs
- Baptême du feu, L'Harmattan, 1999
- Guerre sur terre, L'Harmattan, 2000
- Gibier de nuit, Le Cormier, 2000
- Signe des neiges, Librairie Racine, 2001
- Premier jour dans l'autre monde, Le Cormier, 2001
- Ciel ouvert, Le Cormier, 2012
- Sorties du temps[26], Le Cormier, 2015
- Cases départ,[27] Le Cormier, 2018
- Le Cercle des îles[28], Le Cormier, 2020  (ISBN 9782875980243)
- Parler avec les dieux[29], Éléments de langage, 2022
- Mers intérieures. Carnet d’exil 2021, Le Cormier, 2022
- Tarmacs, L'Herbe qui tremble, 2023  (ISBN 9782491462543).

### Scénarios de bandes dessinées
- La Péniche bleue, avec Joseph Griesmar, Dargaud, 1990  (ISBN 2-205-03983-0).
- La Carte de l'Afrique, avec Marc Sevrin, Casterman, coll. « Studio (A SUIVRE) », 1991  (ISBN 2-203-33841-5).
- L'Aventure égyptienne, avec Thierry Gioux, Le Lombard, coll. « Histoires de l'histoire », 1993  (ISBN 2-8036-1019-1).

## Prix et distinctions
- Prix Beaumarchais 1993 pour la pièce Mille Morts ;
- prix 1995 SACD Radio pour La Fin de la route, RTBF, 1994 ;
- prix 2015 Thrinakia de poésie, Catane ;
- prix 2019 de l'Académie royale de langue et de littérature françaises de Belgique pour l'ouvrage Le Sas (Traverse, 2019).

### Émissions de télévision
- « Luc Dellisse pour Un sang d'écrivain » (Émission de David Courier, LCR sur la chaîne belge BX1), sur BX1, 20 février 2020.
- Luc Dellisse "Parler avec les dieux" Émission Sous couverture sur Auvio , présentation : Thierry Bellefroid (4 min), 3 octobre 2022.